# شهرستان ووتای
شهرستان ووتای (به لاتین: Wutai County) یک شهرستان‌های جمهوری خلق چین در چین است که در شینجو واقع شده‌است.